# Joker Bianchi/Saison 2010
Dieser Artikel listet Erfolge und Mannschaft des Radsportteams Joker Bianchi in der Saison 2010 auf.

## Erfolge in der Continental Tour
| Datum      | Rennen                             | Kat. | Fahrer        |
| ---------- | ---------------------------------- | ---- | ------------- |
| 5. Juni    | 4. Etappe Ringerike Grand Prix     | 2.2  | Christer Rake |
| 2.–6. Juni | Gesamtwertung Ringerike Grand Prix | 2.2  | Christer Rake |

## Zugänge – Abgänge
| Zugänge                 | Team 2009               | Abgänge              | Team 2010                     |
| ----------------------- | ----------------------- | -------------------- | ----------------------------- |
| Christer Rake           | Sparebanken Vest-Ridley | Lars Petter Nordhaug | Sky Professional Cycling Team |
| Reidar Bohlin Borgersen | Neoprofi                | Alexander Kristoff   | BMC Racing Team               |
| Vegard Breen            | Neoprofi                | Frederik Wilmann     | Skil-Shimano                  |
| Vegard Robinson Bugge   | Neoprofi                | Magnus Espeland      | Unbekannt                     |

## Mannschaft
| Name                      | Geburtstag               | Nationalität |              |
| ------------------------- | ------------------------ | ------------ | ------------ |
| Reidar Bohlin Borgersen   | 10. April 1980           | Norwegen     |              |
| Vegard Breen              | 8. Februar 1990          | Norwegen     |              |
| Vegard Robinson Bugge     | 7. Dezember 1989         | Norwegen     |              |
| Ole Haavardsholm          | 18. Juli 1989            | Norwegen     |              |
| Vegard Stake Laengen      | 7. Februar 1989          | Norwegen     |              |
| Christer Rake             | 19. März 1987            | Norwegen     |              |
| Stian Remme               | 4. Juni 1982             | Norwegen     |              |
| Sondre Gjerdevik Sørtveit | 15. August 1988          | Norwegen     |              |
| Ingar Stokstad            | 16. Dezember 1989        | Norwegen     |              |
| Svein Erik Vold           | 31. Oktober 1985         | Norwegen     |              |
| Stagiaires                | Stagiaires               | Nationalität | Nationalität |
| Frans-Leonard Markaskard  | Frans-Leonard Markaskard | Norwegen     |              |